# Ili-Pfeifhase
Der Ili-Pfeifhase (Ochotona iliensis) ist eine Säugetierart aus der Familie der Pfeifhasen innerhalb der Hasenartigen. Das Verbreitungsgebiet ist auf den Tian Shan im chinesischen Autonomen Gebiet Xinjiang beschränkt und die Tiere sind nur aus einer sehr geringen Anzahl von Sichtungen bekannt.

## Merkmale
Der Ili-Pfeifhase ist ein verhältnismäßig großer Pfeifhase mit großen Ohren und langen Hinterbeinen. Er erreicht eine Körperlänge von 19 bis 20 Zentimetern und ein Körpergewicht von 200 bis 250 Gramm. Die Hinterfüße haben eine Länge von 42 bis 43 Millimeter, die Ohren messen 36 bis 37 Millimeter. Das Rückenfell ist grau bis hellbraun, an der Stirn und im Nacken weist die Art deutliche rotbraune Flecken auf. Einige Individuen haben zudem einen rotbraunen Streifen auf dem Rücken. Die Hinterbeine und der Hals haben die gleiche Farbe wie das Rückenfell. Die Schnauze ist hell. Die abgerundeten und großen Ohren sind stark behaart und haben eine Randung aus langen rotbraunen Haaren. Rein schwarze, melanistische, Individuen können vorkommen. Über potenzielle saisonale Veränderungen der Fellfarbe liegen keine Angaben vor.
Der Schädel erreicht eine Gesamtlänge von 44 bis 45 Millimeter, eine maximalen Breite von 24 bis 25 Millimetern und eine Höhe von 17 Millimetern. Er ist damit verhältnismäßig groß. Das Schneidezahnfenster und das Gaumenfenster gehen ineinander über und bilden ein einziges, birnenförmiges Fenster.

## Verbreitung

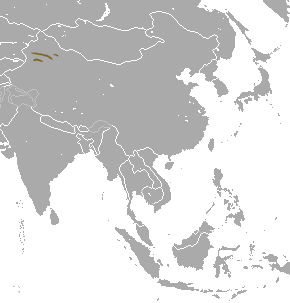
Verbreitungsgebiet des Ili-Pfeifhasen (Ochotona iliensis)

Der Ili-Pfeifhase ist endemisch in der Volksrepublik China und nur aus dem Borochoro und dem Halke Shan, zwei Gebirgszügen im Tian Shan, im autonomen Gebiet Xinjiang bekannt. Benannt ist er nach seinem Fundort im autonomen Bezirk Ili. Innerhalb des sehr begrenzten Gebiets ist das Verbreitungsgebiet stark fragmentiert. Erhebungen aus dem Jahr 2005 haben einen deutlichen Rückgang der Art in den Gebieten festgestellt, in 57 % der ehemals besiedelten Regionen kommt die Art nicht mehr vor.
Der Ili-Pfeifhase lebt auf Geröllhalden an Felswänden und an Steilhängen in Höhen zwischen 2800 und 4100 Metern.

## Lebensweise
Über die Lebensweise dieses Pfeifhasen liegen nur sehr wenige Informationen vor. Er ist weitgehend tagaktiv, kann jedoch auch nachts unterwegs sein, und ernährt sich generalistisch von grünen Pflanzen, die er in Form von Heuballen in Felsspalten einlagert. Der Lebensraum ist geprägt von Gesteinsflächen mit Felsspalten und Geröll, wobei sich die Tiere vor allem in den Steilhängen aufhalten.
Die Ili-Pfeifhasen sind territoriale Einzelgänger und leben in geringer Dichte, eine vokale Kommunikation zwischen den Tieren findet nicht oder nur selten statt. Sie sind sowohl tagsüber wie auch nachts aktiv, wobei sich die Aktivitätszeiten abhängig von der Jahreszeit verschieben. Im Frühjahr bis Herbst ist die Hauptaktivitätszeit nachts, im Winter verlagert sie sich auf den Tag. Anhand von Bildern geht man davon aus, dass sich die Fortbewegung und das ökologische Verhalten kaum von dem verwandter Arten unterscheidet.
Die Paarungszeit liegt im Mai bis September und im Gegensatz zu anderen Arten der Pfeifhasen pflanzt sich diese Art wahrscheinlich seltener fort. Das Weibchen produziert nur einen bis zwei Würfe pro Jahr, die Anzahl der Jungtiere pro Wurf ist unbekannt. Die Brutkammer wird in Felsspalten oder Löchern im Geröll angelegt.

## Systematik
Der Ili-Pfeifhase wurde als eigenständige Art den Pfeifhasen (Gattung Ochotona) zugeordnet, Unterarten sind nicht bekannt. Die Erstbeschreibung erfolgte in chinesischer Sprache durch Weidong Li und Yong Ma in den Acta Zoologica Sinica im Jahr 1986. Seit der zufälligen Entdeckung der Art im Jahr 1983 durch Li am Jilimalale und ihrer Beschreibung 1986 wurden nur sehr wenige Tiere der Art gesichtet, der Wissenschaft waren bis 2015 nur 29 lebende Tiere bekannt.
Zu der Verwandtschaft mit anderen Arten liegen keine Daten vor, aufgrund der rotbraunen Färbung wird eine nähere Verwandtschaft mit Ochotona erythrotis und Ochotona rutila angenommen. Wilson & Reeder 2005 platzieren die Art in die Untergattung Conothoa und nehmen eine potenzielle Verwandtschaft mit dem Großohr-Pfeifhasen (Ochotona macrotis) und dem Royle-Pfeifhasen (Ochotona roylei) an. 2004 erschien eine phylogenetische Analyse auf der Basis der Sequenz des Cytochrom b, bei der das Schwestergruppenverhältnis von Großohr- und Royle-Pfeifhase bestätigt und der Ili-Pfeifhase als Schwesterart der beiden eingeordnet wurde. Bei einer Überarbeitung der Taxonomie durch Andrei Alexandrowitsch Lissowski 2013 auf der Basis kraniometrischer Merkmale und der Sequenz des Cytochrom b wurde der Ili-Pfeifhase nicht berücksichtigt, da von ihm nur ein Schädel vorliegt und damit die Datenbasis zu klein ist. Auch er stellte ihn allerdings in die Untergattung Conothoa und damit in die Verwandtschaft der benannten Arten.
Innerhalb der Art werden keine Unterarten unterschieden.

## Gefährdung und Schutz
Die Art wird von der International Union for Conservation of Nature and Natural Resources (IUCN) aufgrund ihres sehr begrenzten Verbreitungsgebietes und des starken Rückgangs der Populationen als bedroht (endangered) eingestuft. Zu Beginn der 1990er Jahre wurde die Gesamtpopulation auf etwa 2000 Tiere geschätzt. In mehreren Regionen kam es zu einem starken Rückgang der Bestandszahlen und in 57 % der Gebiete, in denen die Art vor 20 Jahren lebte, kam sie 2005 nicht mehr vor. Sie ist entsprechend auch in China auf der Roten Liste als bedrohte Art verzeichnet.
Die Gründe für den Rückgang sind nicht bekannt, es wird jedoch vermutet, dass sie auf einen zunehmenden Fraßdruck in den Verbreitungsgebieten sowie die Auswirkungen der globalen Umweltverschmutzung und der Globalen Erwärmung zurückzuführen sind. Aufgrund der geringen Populationsgröße, der nur begrenzten Nachwuchszahlen und der begrenzten Anpassungsfähigkeit der Art bestehen nur geringe Chancen für eine Verbesserung der Bestandssituation.

## Belege
1. 1 2 3 4 5 6 7 8  Ili Pika. In: Andrew T. Smith, Yan Xie: A Guide to the Mammals of China. Princeton University Press, 2008; S. 282. ISBN 978-0-691-09984-2.
2. 1 2 3 4 5 6 7 8 9 10 11 12  A.A. Lissovsky: Ili Pika – Ochotona iliensis. In: Don E. Wilson, T.E. Lacher, Jr., Russell A. Mittermeier (Herausgeber): Handbook of the Mammals of the World: Lagomorphs and Rodents 1. (HMW, Band 6), Lynx Edicions, Barcelona 2016; S. 60. ISBN 978-84-941892-3-4.
3. 1 2 3 4 5  Joseph A. Chapman, John E. C. Flux (Hrsg.): Rabbits, Hares and Pikas. Status Survey and Conservation Action Plan. (Memento des Originals vom 14. Januar 2009 im Internet Archive)  Info: Der Archivlink wurde automatisch eingesetzt und noch nicht geprüft. Bitte prüfe Original- und Archivlink gemäß Anleitung und entferne dann diesen Hinweis. (PDF; 11,3 MB) International Union for Conservation of Nature and Natural Resources (IUCN), Gland 1990; S. 37. ISBN 2-8317-0019-1.
4. 1 2 3 4 5 6 7 8 9  Ochotona iliensis in der Roten Liste gefährdeter Arten der IUCN 2011. Eingestellt von: Andrew T. Smith, C. H. Johnston, 2008. Abgerufen am 27. Juni 2012.
5. 1 2  Yidong Niu, Fuwen Wei, Ming Li, Xiaoming Liu, Zuojian Feng: Phylogeny of pikas (Lagomorpha, Ochotona) inferred from mitochondrial cytochrome b sequences. Folia Zoologica – International Journal of Vertebrate Zoology 53(2), 2004; S. 141–155. (Volltext).
6. 1 2  Don E. Wilson & DeeAnn M. Reeder (Hrsg.): Ochotona (Conothoa) iliensis in Mammal Species of the World. A Taxonomic and Geographic Reference (3rd ed).
7. ↑  Li Weidong, Ma Yong: A new species of Ochotona, Ochotonidae, Lagomropha. Acta Zoologica Sinica, 1986-04. (Abstract).
8. ↑  Carrie Arnold: Unbelievably Cute Mammal With Teddy Bear Face Rediscovered, National Geographic 19. März 2015.
9. ↑  Andrey A. Lissovsky: Taxonomic revision of pikas Ochotona (Lagomorpha, Mammalia) at the species level. In: Mammalia 2014; 78(2): 199–216. doi:10.1515/mammalia-2012-0134